# DeMolay
Međunarodni red DeMolay (engl. DeMolay International) je američka neprofitna organizacija za razvoj liderskih vještina namijenjena mladićima u dobi od 12 do 21 godine koja ima slobodnozidarske korijene. U pojedinim područjima postoji i program "Štitonoše" (Squires) za dječake mlađe od 12 godina. Organizacija je osnovana 1919. godine u Kansas Cityju, Missouri, a ime je dobila po Jacquesu de Molayu, posljednjem velikom meštru srednjovjekovnih Vitezova templara.
Članstvo u DeMolayu otvoreno je za mladiće između 12 i 21 godine koji priznaju postojanje više duhovne sile. Organizacija danas broji oko 16.000 aktivnih članova na svim kontinentima, osim Antarktike. Dok je DeMolay usmjeren na mladiće, Red duge za djevojke i Red Jobinih kćeri predstavljaju srodne organizacije za djevojke.